# Any-Martin-Rieux

Any-Martin-Rieux este o comună în departamentul Aisne din nordul Franței. În 1 ianuarie 2022 avea o populație de 455 de locuitori.